# Бурштинське водосховище
Бурштинське водосховище — водосховище, створене у 1965 році на ріці Гнила Липа для потреб Бурштинської теплової електростанції, яку спорудили поблизу міста Бурштина (Івано-Франківська область) 1962 року.

## Опис
Має довжину понад 7,5 км та ширину бл. 2,5 км. Загальна площа 12,6 км². Пересічна глибина — 3,5 м, максимальна — 8 м. Об'єм води — 500 млн м³.
Температура води у липні від +22 до +24 °С. Замерзає частково у січні–лютому, скресає у березні. Коливання рівня води до 1 метра. Для поліпшення гідрологічного режиму водосховища проводиться очищення стічних вод, закріплення берегів і поглиблення окремих ділянок.

## Флора і фауна
У водосховищі не рекомендовано купатися, але це прийнятне місце для риболовлі. Серед водяної рослинності водосховища — водяний хвощ, водяна папороть, стрілолист, куга озерна, очерет, розвиваються зелені водорості та фітопланктон. Вода постійно тепла, у ній водиться риба: короп, лящ звичайний, сом канальний, карась срібний, амазонський буфало, верховодка звичайна, судак звичайний та окунь звичайний, щука та йорж. У прибережних заростях можна знайти чимало водоплавних птахів, зокрема дику качку, сірого журавля, лебедя, також ондатру.